# Poison Waters
Pour les articles homonymes, voir Cook et Waters.
 (août 2023).
La mise en forme du texte ne suit pas les recommandations de Wikipédia : il faut le « wikifier ».
Les points d'amélioration suivants sont les cas les plus fréquents. Le détail des points à revoir est peut-être précisé sur la page de discussion.
- Les titres sont pré-formatés par le logiciel. Ils ne sont ni en capitales, ni en gras.
- Le texte ne doit pas être écrit en capitales (les noms de famille non plus), ni en gras, ni en italique, ni en « petit »…
- Le gras n'est utilisé que pour surligner le titre de l'article dans l'introduction, une seule fois.
- L'italique est rarement utilisé : mots en langue étrangère, titres d'œuvres, noms de bateaux, etc.
- Les citations ne sont pas en italique mais en corps de texte normal. Elles sont entourées par des guillemets français : « et ».
- Les listes à puces sont à éviter, des paragraphes rédigés étant largement préférés. Les tableaux sont à réserver à la présentation de données structurées (résultats, etc.).
- Les appels de note de bas de page (petits chiffres en exposant, introduits par l'outil «  Source ») sont à placer entre la fin de phrase et le point final[comme ça].
- Les liens internes (vers d'autres articles de Wikipédia) sont à choisir avec parcimonie. Créez des liens vers des articles approfondissant le sujet. Les termes génériques sans rapport avec le sujet sont à éviter, ainsi que les répétitions de liens vers un même terme.
- Les liens externes sont à placer uniquement dans une section « Liens externes », à la fin de l'article. Ces liens sont à choisir avec parcimonie suivant les règles définies. Si un lien sert de source à l'article, son insertion dans le texte est à faire par les notes de bas de page.
- La présentation des références doit suivre les conventions bibliographiques. Il est recommandé d'utiliser les modèles {{Ouvrage}}, {{Chapitre}}, {{Article}}, {{Lien web}} et/ou {{Bibliographie}}. Le mode d'édition visuel peut mettre en forme automatiquement les références.
- Insérer une infobox (cadre d'informations à droite) n'est pas obligatoire pour parachever la mise en page.

Pour une aide détaillée, merci de consulter Aide:Wikification.
Si vous pensez que ces points ont été résolus, vous pouvez retirer ce bandeau et améliorer la mise en forme d'un autre article.
Kevin Cook, connu sous le nom de scène Poison Waters, est une drag queen américaine. Depuis les années 1980, elle est animatrice, artiste et militante communautaire. Elle est hôtesse de longue date au Darcelle XV Showplace et a participé à des collectes de fonds, à des événements LGBT, à des messages d'intérêt public et à d'autres activités communautaires dans tout le nord-ouest du Pacifique. Cook a également enseigné au Portland Community College.

## Biographie

### Enfance, éducation débuts
Cook est né à Santa Monica, en Californie. Son père était noir et sa mère était d'origine mexicaine et amérindienne.
Cook a déménagé du sud de la Californie à Portland, Oregon en 1979 à l'âge de 11 ans. Il a été élevé dans la pauvreté dans le quartier Parkrose du nord-est de Portland, où il a fréquenté le lycée Parkrose. Cook a rencontré pour la première fois la scène de drag de la ville après avoir obtenu son diplôme, a aussi découvert qu'il était gay à l'âge de 18 ans. Une performance d'un groupe de quatre drag queens noires de Darcelle XV Showplace et Embers Avenue l'a amené à reconnaître que drag était quelque chose à la disposition des personnes de couleur,  et il a été encadré par sa "mère drag" Rosie Waters. Cook a nommé son personnage de drag Poison Waters d'après Rosie Waters et le parfum Poison de Dior, qu'il a découvert alors qu'il travaillait au Lloyd Center. Plus tard, il a fréquenté le Mt. Hood Community College.

### Carrière
Poison Waters est un interprète de drag, animateur et activiste communautaire depuis 1988. Elle est hôtesse au Darcelle XV Showplace de Portland et travaille avec Darcelle XV sur le site de drag depuis le début des années 1990,. Elle a également joué dans des spectacles de dragsters et des événements de la fierté gay à Beaverton, Bend, Hillsboro et Salem, Oregon.
Poison Waters a modelé dans des concours de dragsters et a été couronné impératrice de la cour impériale souveraine des roses de Portland en 2001,. Sur scène, elle faisait partie de la distribution de la comédie musicale Pageant de Darcelle Showplace XV en 2017, et elle a joué Mother Ginger dans la production de l'Oregon Ballet Theatre de The Nutcracker de George Balanchine. Elle a animé des événements, tels que le salon Sexapalooza à Portland en 2012, et a organisé un brunch drag à Darcelle Showplace XV et Stag PDX,. Elle a également lu des livres sur la diversité et l'inclusivité pour les enfants dans les bibliothèques, y compris la série "Drag Queen Storytimes" de la bibliothèque du comté de Multnomah en 2018,,. En 2019, elle et d'autres artistes drag se sont produits au Smith Memorial Student Union pour commémorer le 50e anniversaire des émeutes de Stonewall ; l'événement était organisé par la Portland State University et le Portland Community College. Elle s'est produite lors d'une fête de quartier Juneteenth en 2020.
Poison Waters a soutenu de nombreuses organisations, dont l'American Civil Liberties Union, Cascade AIDS Project et Habitat for Humanity. Elle est bénévole auprès de Cascade AIDS Project depuis 1988 et a siégé au conseil d'administration de l'organisation à deux reprises. De plus, Poison Waters a travaillé avec Women's Intercommunity AIDS Resource et Camp KC (Kids Connection) pour aider les familles touchées par le VIH/sida. Elle a également participé à des collectes de fonds pour l'organisation d'autonomisation des jeunes Girls, Inc. et la Leukemia & Lymphoma Society,.
En 2020, pendant la pandémie de COVID-19, Poison Waters était l'hôte des festivités de fierté en ligne de Vashon, Washington. Elle a aussi été recrutée pour être "l'ambassadrice du drag" de l'Oregon par Drag Out the Vote, une organisation nationale non partisane "visant à éduquer, enregistrer et faire voter les électeurs, tout en maximisant le plaisir et quelques regards glorieux dans le processus". En 2021, Poison Waters a encouragé les gens à porter des masques faciaux dans les transports publics dans le cadre de la campagne de service public de TriMet. Elle a également organisé une collecte de fonds pour un défilé de mode pour les jeunes à Portland, au cours de laquelle elle a modélisé de nouveaux modèles recyclés avec d'autres artistes de drag locaux. Lors du festival annuel de la fierté de la ville, qui s'est principalement tenu en ligne en raison de la pandémie, Poison Waters a proposé des divertissements dans le cadre d'une projection de film au profit des vétérans LGBT,. De plus, elle s'est produite dans un lieu de divertissement en plein-air à distance sociale à Zidell Yards,. À Hillsboro, elle est apparue à un concert de fierté en plein-air ainsi qu'à "Pride Storytime" pour les enfants dans un centre communautaire local. Elle a aussi organisé des drag bingo, des collectes de fonds et des événements d'entreprise via Zoom.
Poison Waters écrit une chronique hebdomadaire pour la publication numérique LGBT Shoutout, mettant en vedette des artistes drag locaux, à partir de 2021. En 2021, Cook a enseigné un cours au Portland Community College intitulé "Histories of Drag Performance in Portland". Le Partenariat sur le genre et la sexualité de l'Université de Portland a accueilli l'émission "Poison Waters and friends" en 2022.

## Reconnaissance
Poison Waters a été décrite comme "emblématique" et en 2021, les écrivains du Portland Monthly l' ont qualifiée de "joyau brillant dans notre ville". Selon les Gay and Lesbian Archives of the Pacific Northwest, qui l'ont nommée "queer hero" en 2013, Poison Waters a également été reconnue par Cascade AIDS Project, la Coalition for AIDS, l'Imperial Sovereign Rose Court, les Oregon Bears et Pride Northwest pour son "travail inébranlable au sein de la communauté du VIH/SIDA".